# Землянки (Донецкая область)
Землянки (укр. Землянки) — посёлок, входит в Макеевский городской совет Донецкой области Украины. Находится под контролем самопровозглашённой Донецкой Народной Республики.

## География

#### Соседние населённые пункты по сторонам света
С: Красный Партизан
СЗ: Василевка (Ясиноватского района)
СВ: Василевка (Макеевского горсовета), Лебяжье
З: город Ясиноватая (примыкает), Каштановое, Крутая Балка
В: Ясиновка (примыкает)
ЮЗ: Минеральное, Яковлевка
ЮВ, Ю: город Макеевка (примыкает)

## Население
Население по переписи 2001 года составляло 2 212 человека.

## Общая информация
Почтовый индекс — 86182. Телефонный код — 6232. Код КОАТУУ — 1413565300.

## Религия
В посёлке Землянки находится Свято-Покровский храм Ясиноватского благочиния донецкой епархии украинской православной церкви Московского патриархата.

## Местный совет
86181, Донецкая обл., Макеевский городской совет, пгт. Ясиновка, ул. Советская, 60